# Freddie Cochrane
Freddie Cochrane, conosciuto anche come "Red" Cochrane (Elizabeth, 6 maggio 1915 – 16 gennaio 1993), è stato un pugile statunitense, campione del mondo dei pesi welter tra il 1941 e il 1946.

## Carriera
Debuttò tra i professionisti nel 1933, tra i pesi leggeri. Il 22 gennaio 1937 a Filadelfia perse ai punti contro l’ex campione del mondo dei pesi piuma e dei leggeri junior Benny Bass. Passò poi di categoria ed incontrò alcuni tra i più forti pesi welter junior, come Tippy Larkin (cinque sconfitte) e l’ex campione del mondo Jack Kid Berg, che sconfisse a Newark il 25 luglio 1938, ai punti. 
Al 104º match, il 29 luglio 1941, a Newark, Cochrane conquistò il titolo mondiale dei pesi welter ai punti contro Fritzie Zivic. L'incontro fu dichiarato "Sorpresa dell'anno" 1941 dalla rivista Ring Magazine . Un anno dopo, senza titolo in palio, al Madison Square Garden di New York concesse la rivincita a Zivic ma perse ai punti in 10 riprese.  Rimase in carica sino al 1946 senza che gli siano stati opposti sfidanti per le vicende connesse alla Seconda Guerra mondiale. Per tale motivo rimase senza combattere per tutto il 1943, il 1944 e metà del 1945. 
Nel settembre 1945, affrontò il molto più pesante Rocky Graziano, futuro campione mondiale dei pesi medi. Graziano subì l'iniziativa dell'avversario per tutti i primi otto round, per poi atterrare una prima volta Cochrane al nono round. Salvato dalla campana, Cochrane fu messo KO nel decimo round. L'incontro fu dichiarato Combattimento dell'anno 1945. Fu disputata una rivincita che ebbe esattamente lo stesso risultato (KO al decimo round per Graziano) .
Il 1º febbraio 1946, al Madison Square Garden di New York, fu sconfitto da Marty Servo per KO al 4º round e perse la cintura mondiale dei pesi welter. Fu il suo ultimo incontro.